# Сінгапур на літніх Олімпійських іграх 2008
На XXIX літніх Олімпійських іграх, що проходили в Пекіні у 2008 році, Сінгапур був представлений 25 спортсменами (11 чоловіками та 14 жінками) у шести видах спорту — плавання, стрільба, вітрильний спорт, бадмінтон, легка атлетика та настільний теніс. Прапороносцем на церемоніях відкриття та закриття Олімпійських ігор була настільна тенісистка Лі Цзя Вей.
Сінгапур вчотирнадцяте взяв участь у літніх Олімпійських іграх. Країна завоювала одну срібну медаль з настільного тенісу. Це друга олімпійська медаль Сінгапуру за всю історію та перша після 1960 року.

## Медалісти
| Медаль | Спортсмени                        | Вид спорту       | Дисципліна     |
| ------ | --------------------------------- | ---------------- | -------------- |
| Срібло | Фен Тянь Вей Лі Цзя Вей Ван Юе Гу | настільний теніс | команди, жінки |

## Бадмінтон
| Дисципліна             | Спортсмен                  | 1/64                             | 1/32                            | 1/16                                                    | Чвертьфінал                                  | Півфінал           | Фінал              | Фінал |
| Дисципліна             | Спортсмен                  | Суперник Результат               | Суперник Результат              | Суперник Результат                                      | Суперник Результат                           | Суперник Результат | Суперник Результат | Місце |
| ---------------------- | -------------------------- | -------------------------------- | ------------------------------- | ------------------------------------------------------- | -------------------------------------------- | ------------------ | ------------------ | ----- |
| Рональд Сусіло         | одиночний розряд, чоловіки | Bye                              | Лі Чон Вей (MAS) L 13–21, 14–21 | завершив змагання                                       | завершив змагання                            | завершив змагання  | завершив змагання  | =17   |
| Сін Айцзін             | одиночний розряд, жінки    | Ольга Конон (BLR) L 19–21, 12–21 | завершила змагання              | завершила змагання                                      | завершила змагання                           | завершила змагання | завершила змагання | =33   |
| Цзян Янмей Лі Юцзя     | парний розряд, жінки       | Н/Д                              | Н/Д                             | Єва Лі / Месіні Мангкалакірі (USA) W 21–12, 21–12       | Лі Кьонвон / Лі Хьо Чон (KOR) L 15–21, 12–21 | завершили змагання | завершили змагання | =5    |
| Гендрі Сапутра Лі Юцзя | змішаний розряд            | Н/Д                              | Н/Д                             | Томас Лайбурн / Камілла Рюттер Юль (DEN) L 12–21, 14–21 | завершили змагання                           | завершили змагання | завершили змагання | =9    |

## Вітрильний спорт
| Спортсмен               | Клас          | Заплив | Заплив | Заплив | Заплив | Заплив | Заплив | Заплив | Заплив | Заплив | Заплив | Заплив | Сума балів | Місце |
| Спортсмен               | Клас          | 1      | 2      | 3      | 4      | 5      | 6      | 7      | 8      | 9      | 10     | 11     | Сума балів | Місце |
| ----------------------- | ------------- | ------ | ------ | ------ | ------ | ------ | ------ | ------ | ------ | ------ | ------ | ------ | ---------- | ----- |
| Ко Сен Леон             | Лазер         | 35     | 41     | 29     | 39     | 44 BFD | 33     | 23     | 3      | 36     | CAN    | EL     | 239        | 26    |
| Теренс Ко Сю Юань Чжень | 470, чоловіки | 15     | 17     | 18     | 19     | 30 OCS | 8      | 10     | 19     | 27     | 26     | EL     | 159        | 22    |
| Ло Мань Ї               | Лазер Радіал  | 21     | 14     | 18     | 26     | 24     | 27     | 26     | 16     | 3      | CAN    | EL     | 128        | 25    |
| Дебора Онг То Ліїн      | 470, жінки    | 17     | 17     | 15     | 18     | 18     | 18     | 20 OCS | 16     | 19     | 18     | EL     | 156        | 19    |

## Легка атлетика
|          | Спортсмен   | Дисципліна     | Раунд        | Результат | Загальне місце |
| -------- | ----------- | -------------- | ------------ | --------- | -------------- |
| Чоловіки | Кальвін Кан | 100 м          | кваліфікація | 10,73 с   | 60             |
| Жінки    | Чжан Гуйжун | штовхання ядра | кваліфікація | 16.23 м   | 29             |

## Настільний теніс
Одиночні змагання
| Спортсмени   | Дисципліна         | Попередній раунд   | Раунд 1            | Раунд 2                    | Раунд 3                    | Раунд 4                    | Чвертьфінал           | Півфінал              | Фінал              | Фінал |
| Спортсмени   | Дисципліна         | Суперник Результат | Суперник Результат | Суперник Результат         | Суперник Результат         | Суперник Результат         | Суперник Результат    | Суперник Результат    | Суперник Результат | Місце |
| ------------ | ------------------ | ------------------ | ------------------ | -------------------------- | -------------------------- | -------------------------- | --------------------- | --------------------- | ------------------ | ----- |
| Гао Нін      | одиночні, чоловіки | Bye                | Bye                | Bye                        | Тан Руйву (CRO) L 0–4      | завершив змагання          | завершив змагання     | завершив змагання     | завершив змагання  | =17   |
| Ян Ци        | одиночні, чоловіки | Bye                | Bye                | Маркуш Фрейташ (POR) W 4–2 | Чуан Чі-Цзюань (TPE) W 4–3 | Зоран Приморац (CRO) L 2–4 | завершив змагання     | завершив змагання     | завершив змагання  | =9    |
| Фен Тянь Вей | одиночні, жінки    | Bye                | Bye                | Bye                        | Тан Єсо (KOR) W 4–0        | Лі Цзе (NED) W 4–2         | Чжан Інін (CHN) L 2–4 | завершила змагання    | завершила змагання | =5    |
| Лі Цзя Вей   | одиночні, жінки    | Bye                | Bye                | Bye                        | Тамара Борош (CRO) W 4–1   | Лінь Лін (HKG) W 4–3       | Ван Чень (USA) W 4–1  | Чжан Інін (CHN) L 1–4 | Гуо Юе (CHN) L 2–4 | 4     |
| Ван Юе Гу    | одиночні, жінки    | Bye                | Bye                | Bye                        | Ву Сюе (DOM) L 1–4         | завершила змагання         | завершила змагання    | завершила змагання    | завершила змагання | =17   |

Командні змагання
| Спортсмени                        | Дисципліна | Груповий раунд                                                              | Груповий раунд | Півфінал                     | Плей-офф 1         | Плей-офф 2         | Поєдинок за бронзу | Фінал               | Фінал              |
| Спортсмени                        | Дисципліна | Суперник Результат                                                          | Місце          | Суперник Результат           | Суперник Результат | Суперник Результат | Суперник Результат | Суперник Результат  | Місце              |
| --------------------------------- | ---------- | --------------------------------------------------------------------------- | -------------- | ---------------------------- | ------------------ | ------------------ | ------------------ | ------------------- | ------------------ |
| Кай Сяолі Гао Нін Ян Ци           | чоловіки   | Група B Німеччина (GER) L 1 — 3 Хорватія (CRO) L 1 — 3 Канада (CAN) W 3 — 0 | 3              | завершили змагання           | завершили змагання | завершили змагання | завершили змагання | завершили змагання  | завершили змагання |
| Фен Тянь Вей Лі Цзя Вей Ван Юе Гу | жінки      | Group B США (USA) W 3 — 0 Нідерланди (NED) W 3 — 0 Нігерія (NGR) W 3 — 0    | 1 Q            | Південна Корея (KOR) W 3 — 2 | Bye                | Bye                | Bye                | Китай (CHN) L 0 — 3 | 2                  |

## Плавання
|          | Спортсмен   | Дисципліна                  | Раунд              | Час     | Місце у запливі | Загальне місце | Прим.              |
| -------- | ----------- | --------------------------- | ------------------ | ------- | --------------- | -------------- | ------------------ |
| Чоловіки | Браян Тай   | 200 м вільним стилем        | Відбірковий заплив | 1:50,41 | 1               | 41             | не пройшов NR      |
| Жінки    | Лінетт Лім  | 200 м вільним стилем        | Відбірковий заплив | 2:02.30 | 5               | 28             | не пройшла         |
| Жінки    | Лінетт Лім  | 400 м вільним стилем        | Відбірковий заплив | 4:17.67 | 6               | 30             | не пройшла         |
| Жінки    | Лінетт Лім  | 800 м вільним стилем        | Відбірковий заплив | 8:45.56 | 6               | 30             | не пройшла         |
| Жінки    | Цюа Тінвень | 100 м вільним стилем        | Відбірковий заплив | 56.14   | 1               | 35             | не пройшла         |
| Жінки    | Цюа Тінвень | 400 м комплексним плаванням | Відбірковий заплив | 4:51.25 | 2               | 25             | не пройшла NR      |
| Жінки    | Тао Лі      | 100 м батерфляєм            | Відбірковий заплив | 57.77   | 1               | 4              | кваліфікувалась    |
| Жінки    | Тао Лі      | 100 м батерфляєм            | Півфінал           | 57.54   | 3               | 4              | кваліфікувалась AS |
| Жінки    | Тао Лі      | 100 м батерфляєм            | Фінал              | 57.99   | 5               | 5              |                    |
| Жінки    | Тао Лі      | 200 м батерфляєм            | Відбірковий заплив | 2:12.63 | 5               | 26             | не пройшла NR      |
| Жінки    | Ніколет Тео | 100 м брасом                | Відбірковий заплив | 1:10.75 | 7               | 32             | не пройшла         |
| Жінки    | Ніколет Тео | 200 м брасом                | Відбірковий заплив | 2:34.60 | 6               | 35             | не пройшла         |

## Стрільба
| Спортсмен | Дисципліна     | Кваліфікація | Кваліфікація | Фінал             | Фінал             |
| Спортсмен | Дисципліна     | Бали         | Місце        | Бали              | Місце             |
| --------- | -------------- | ------------ | ------------ | ----------------- | ----------------- |
| Лі Вун Єо | трап, чоловіки | 110          | 28           | завершив змагання | завершив змагання |